# Factor primo
En teoría de números, los factores primos de un número entero son los números primos divisores exactos de ese número entero . El proceso de búsqueda de esos divisores se denomina factorización de enteros, o factorización en números primos.
Para un factor primo es 
p de n, de la multiplicidad de p es el máximo exponente a para el cual pa es un divisor de n. La factorización de un número entero es una lista de los factores primos de ese número, junto con su multiplicidad. El Teorema fundamental de la Aritmética establece que todo número entero positivo tiene una factorización de primos única.
Para un número entero positivo n, el número de factores primos de n y la suma de los factores primos de n sin contar su multiplicidad son ejemplos de funciones aritméticas de n que son funciones aditivas pero no «completamente aditivas».

## Ejemplos
- Los factores primos de 6 son 2 y 3 (6 = 2 x 3). Ambos tienen multiplicidad 1.
- 5 solo tiene un factor primo: él mismo (ya que 5 es primo). Tiene una multiplicidad 1.
- 100 tiene dos factores primos: 2 y 5 (100 = 22 x 52). Ambos tienen multiplicidad 2.
- 2, 4, 8, 16, etc. solo tienen un factor primo: 2. (2 es primo, 4 = 22, 8 = 23, etc.)
- Los factores primos de 10 son 2 y 5 (10 = 2 x 5).

## Funciones ω(n) y Ω(n)
Las funciones ω(n) y Ω(n) representan el número de factores primos sin repetición y con repetición, por lo que {\displaystyle \omega (n)\leq \Omega (n)}. Más específicamente, la función ω(n) representa el número de factores primos  «distintos» de n, se define como:

{\displaystyle \omega (n)=\#\{p|n\;:\;n\in \mathbb {N} ,\,p\in \mathbb {P} \}}

donde #{.} indica el cardinal del conjunto, en este caso la cantidad de factores primos distintos de n. La función Ω(n) representa el «número total» de factores primos.

{\displaystyle n=\prod _{i=1}^{\omega (n)}p_{i}^{\alpha _{i}}\Rightarrow \qquad \Omega (n)=\sum _{i=1}^{\omega (n)}\alpha _{i}}

Por ejemplo, 
{\displaystyle 24=2^{3}\cdot 3^{1}}, así pues:  {\displaystyle \omega (24)=2} y {\displaystyle \Omega (24)=3+1=4}.
ω(n) para n = 1, 2, 3, ... es 0, 1, 1, 1, 1, 2, 1, 1, 1, ... (sucesión A001221 en OEIS)
Ω(n) para n = 1, 2, 3, ... es 0, 1, 1, 2, 1, 2, 1, 3, 2, ... (sucesión A001222 en OEIS)

## Aplicaciones
Determinar el número de factores primos de un número es un ejemplo de problema matemático frecuentemente empleado para asegurar la seguridad de los sistemas criptográficos: se cree que este problema requiere un tiempo superior al tiempo polinómico en el número de dígitos implicados; de hecho, es relativamente sencillo construir un problema que precisaría más tiempo que la Edad del Universo si se intentase calcular con los ordenadores actuales utilizando algoritmos actuales.
Dos números enteros positivos son coprimos si y solo si no tienen factores primos en común. El número 1 es coprimo de todos los números enteros, incluso de sí mismo. Esto se debe a que no tiene factores primos: es el producto vacío.  El Algoritmo de Euclides puede ser utilizado para determinar si dos números enteros son coprimos sin saber sus factores primos; el algoritmo funciona en un tiempo polinomial en el número de dígitos implicados.